# Milacre d'Empel
El Milacre o Batalla d'Empel va ocórrer els dies 7 i 8 de desembre de 1585 durant la Guerra dels Vuitanta Anys, en la qual un terç de l'exèrcit espanyol, comandat pel mestre de camp Francisco Arias de Bobadilla, es va enfrontar i va derrotar en condicions molt adverses una flota de deu navilis dels rebels dels Estats Generals dels Països Baixos, sota comandament de l'almirall Hohenlohe-Neuenstein. A Espanya es considera que la victòria va ser gràcies la intercessió de la Immaculada Concepció i per això va ser proclamada patrona dels terços espanyols, actual infanteria espanyola i és festa d'àmbit estatal a Espanya el dia 8 de desembre com a patrona del país.

## El miracle
D'acord amb les cròniques, el 7 de desembre de 1585, el Terç del Maestre de Camp Francisco Arias de Bobadilla, format per uns cinc mil homes, combatia a l'illa de Bommel, situada entre els rius Mosa i Waal, bloquejada per complet per l'esquadra de l'almirall Filips van Hohenlohe-Neuenstein. La situació era desesperada per als Terços espanyols, ja que, a més de l'estrenyiment del cèrle, calia sumar-hi l'escassedat de queviures i robes seques.
El cap enemic va proposar llavors una rendició honrosa però la resposta espanyola va ser clara: «Els infants espanyols prefereixen la mort a la deshonra. Ja parlarem de capitulació després de morts». Davant d'eixa resposta, Hohenlohe-Neuenstein va recórrer a un mètode fart utilitzat en eixe conflicte: obrir els dics dels rius per a inundar el campament enemic. Prompte no va quedar més terra ferma que el monticle d'Empel, on es van refugiar els soldats del terç.
En eixe crític moment un soldat del terç va ensopegar amb un objecte de fusta mentre cavava una trinxera. Era una taula flamenca amb la imatge de la Immaculada Concepció.

Anunciada la troballa, van col·locar la imatge d'amunt un improvisat altar i el mestre Bobadilla, considerant el fet com a senyal de protecció divina, va instar els seus soldats a lluitar encomanant-se a la Verge Immaculada:
| « | Este tesoro tan rico que descubrieron debajo de la tierra fue un divino nuncio del bien, que por intercesión de la Virgen María, esperaban en su bendito día. | » |

 Eixa nit hi va haver un vent completament inusual i intensament fred que va gelar les aigües del riu Mosa. Els espanyols, marxant sobre el gel, van atacar per sorpresa l'esquadra enemiga a l'alba del dia 8 de desembre i van obtenir una victòria tan completa que l'almirall Hohenlohe-Neuenstein va arribar a dir: «Tal sembla que Déu és espanyol en obrar, per a mi, tan gran milacre».
Aquell mateix dia, entre víctors i aclamacions, la Immaculada Concepció va ser proclamada patrona dels Terços de Flandes i Itàlia.

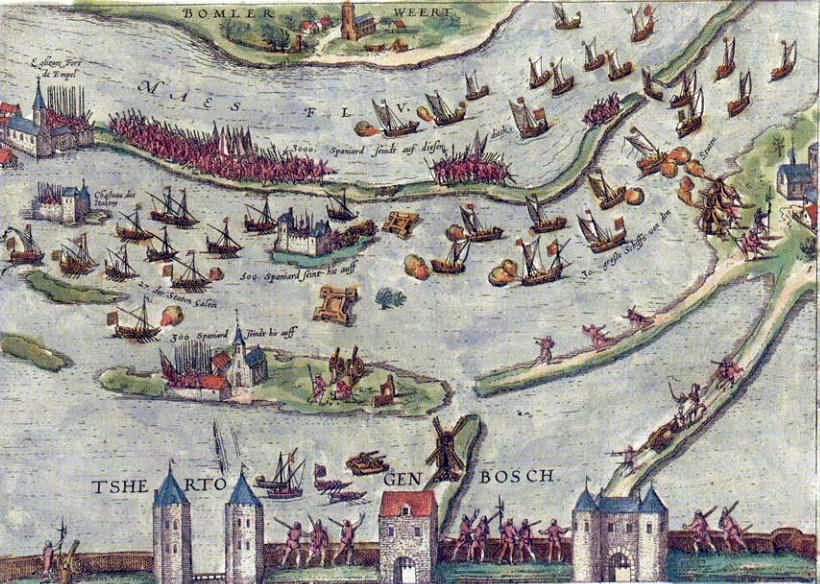
La batalla en desembre de 1585, obra de Frans Hogenberg i Georg Braun, finals del.

No obstant això, este patronatge es consolidaria tres-cents anys després, quan la butlla Ineffabilis Deus del 8 de desembre de 1854 va proclamar com a dogma de fe catòlica la Concepció Immaculada de la Verge Santíssima. El 12 de novembre de 1892, a sol·licitud de l'Inspector de l'Arma d'Infanteria de l'Exèrcit de Terra d'Espanya, per real ordre de la reina regent Maria Cristina d'Habsburg-Lorena, es va declarar patrona de l'Arma d'infanteria a la Immaculada:
| « | Declara Patrona del Arma de Infantería a Nuestra Señora la Purísima e Inmaculada Concepción. | » |